# Fraisnes-en-Saintois
Fraisnes-en-Saintois ist eine französische Gemeinde mit 84 Einwohnern (Stand: 1. Januar 2022) im Département Meurthe-et-Moselle in der Region Grand Est (vor 2016 Lothringen). Sie gehört zum Arrondissement Nancy und zum Kanton Meine au Saintois.

## Geografie
Fraisnes-en-Saintois in der Landschaft Saintois liegt etwa 33 Kilometer südsüdwestlich von Nancy an der Grenze zum Département Vosges. Umgeben wird Fraisnes-en-Saintois von den Nachbargemeinden Gugney im Norden, Forcelles-sous-Gugney im Nordosten, Boulaincourt im Osten, Frenelle-la-Grande im Südosten, Frenelle-la-Petite im Süden, Blémerey im Südwesten, Courcelles im Westen sowie Pulney im Nordwesten.

## Bevölkerungsentwicklung
| Jahr                       | 1962 | 1968 | 1975 | 1982 | 1990 | 1999 | 2006 | 2019 |
| Einwohner                  | 152  | 135  | 101  | 90   | 76   | 81   | 95   | 100  |
| Quellen: Cassini und INSEE |      |      |      |      |      |      |      |      |

## Sehenswürdigkeiten
- Kirche Saint-Georges aus dem 12./13. Jahrhundert

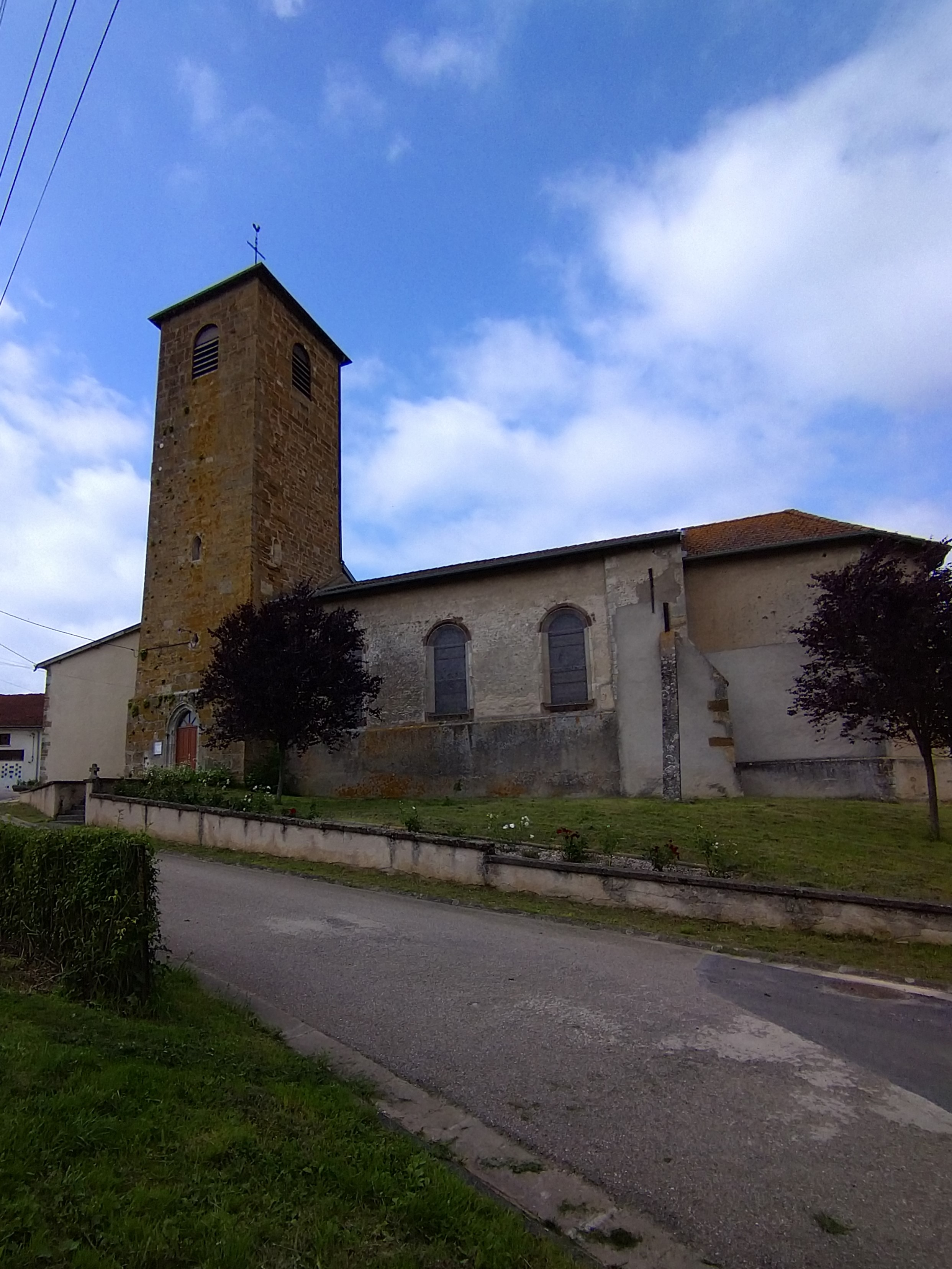
Kirche Saint-Georges
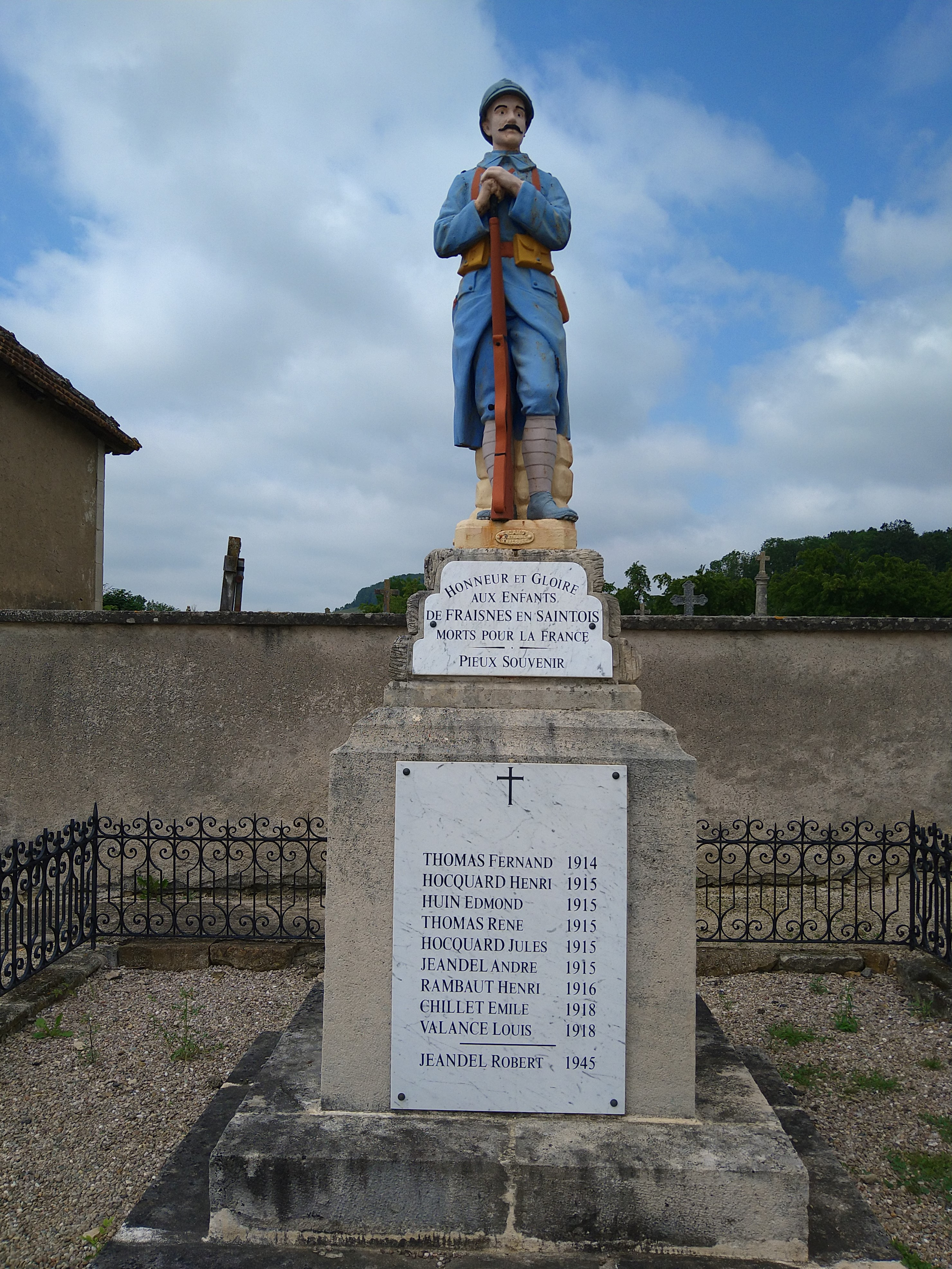
Gefallenendenkmal
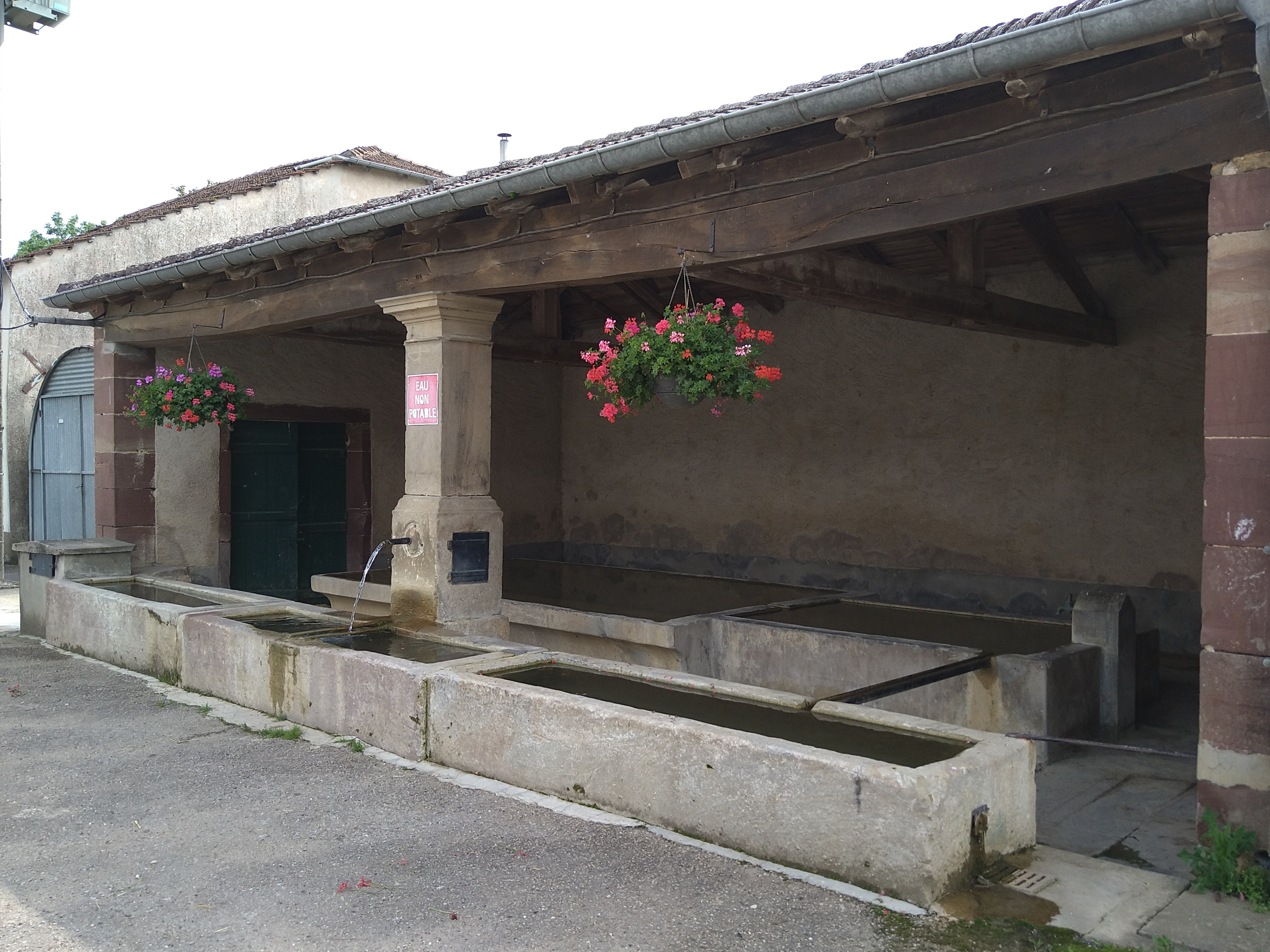
Lavoir